# В укромном месте
«В укромном месте» (англ. In a Lonely Place) — американский фильм-нуар режиссёра Николаса Рэя по одноимённому роману Дороти Хьюз. Премьера состоялась 17 мая 1950 года. Внесён в Национальный реестр фильмов (2007).

## Сюжет
Сценарист Диксон Стил получает задание переписать для экрана бульварный роман. Узнав, что гардеробщица Милдред Аткинсон прочла роман, Стил приглашает её в гости и просит вкратце рассказать содержание романа. На следующее утро он узнаёт, что Милдред убита и он — главный подозреваемый. Соседка Стила, Лорел Грэй, свидетельствует в его пользу. Между Стилом и Лорел завязывается роман. Однако своим взрывным характером и мрачным чувством юмора Стил изрядно усложняет и расследование, и отношения с Лорел…

## В ролях
- Хамфри Богарт — Диксон Стил
- Глория Грэм — Лорел Грэй
- Фрэнк Лавджой — детектив Браб Николаи
- Карл Бентон Рейд — капитан Лохнер
- Марта Стюарт — Милдред Аткинсон
- Роберт Уорик — Чарли Уотерман
- Джефф Доннелл — Сильвия Николаи
- Арт Смит — агент Мел Липпман
- Стивен Герей — Пол, главный официант
- Моррис Анкрум — Ллойд Барнс
- Майрон Хили — клерк на почте

## Вокруг фильма
Николас Рэй истолковал героя Богарта как alter ego. В его трактовке преступление и детективная составляющая романа отошли на второй план, а сценарист превратился из убийцы в импульсивного человека, который не может побороть свои саморазрушительные порывы. Именно внутренний разлад в главном герое, а не традиционные для нуара фабульные элементы придают интерес фильму. Съёмки велись в доме, где когда-то жил Рэй. Вместо Лорен Бэколл (жены Богарта) он утвердил на главную роль собственную супругу, Глорию Грэм. По мере того, как их отношения близились к разрыву, режиссёр переехал жить на съёмочную площадку. Киновед Дж. Хоберман назвал «В укромном месте» наименее однозначным в этическом отношении, самым богатым нюансами и располагающим к рефлексии из всех нуаров.